# Ḩeydareh-ye Qāẕī Khān
Ḩeydareh-ye Qāẕī Khān (persiska: حِيدَرِۀ دارِ اِمام, حِيدَرِۀ قاضی خان, حِيدَرِه قازی خان, هِيدَرِه, Ḩeydareh-ye Dār-e Emām, حیدره قاضی خان) är en ort i Iran.   Den ligger i provinsen Hamadan, i den nordvästra delen av landet, 300 km väster om huvudstaden Teheran. Ḩeydareh-ye Qāẕī Khān ligger 2 270 meter över havet och antalet invånare är 667.
Terrängen runt Ḩeydareh-ye Qāẕī Khān är huvudsakligen kuperad, men åt sydost är den bergig. Terrängen runt Ḩeydareh-ye Qāẕī Khān sluttar norrut.Runt Ḩeydareh-ye Qāẕī Khān är det ganska tätbefolkat, med 86 invånare per kvadratkilometer. Närmaste större samhälle är Pasragad Branch, 12,3 km öster om Ḩeydareh-ye Qāẕī Khān. Trakten runt Ḩeydareh-ye Qāẕī Khān består i huvudsak av gräsmarker.